# Тёрнер, Джанин
Джанин Тёрнер (англ. Janine Turner; род. 6 декабря 1962, Линкольн) — американская актриса, продюсер, политический активист и писательница, наиболее известная по своей главной роли в телесериале «Северная сторона» (1990—1995), который принес ей три номинации на премии «Золотой глобус» и «Эмми».

## Карьера

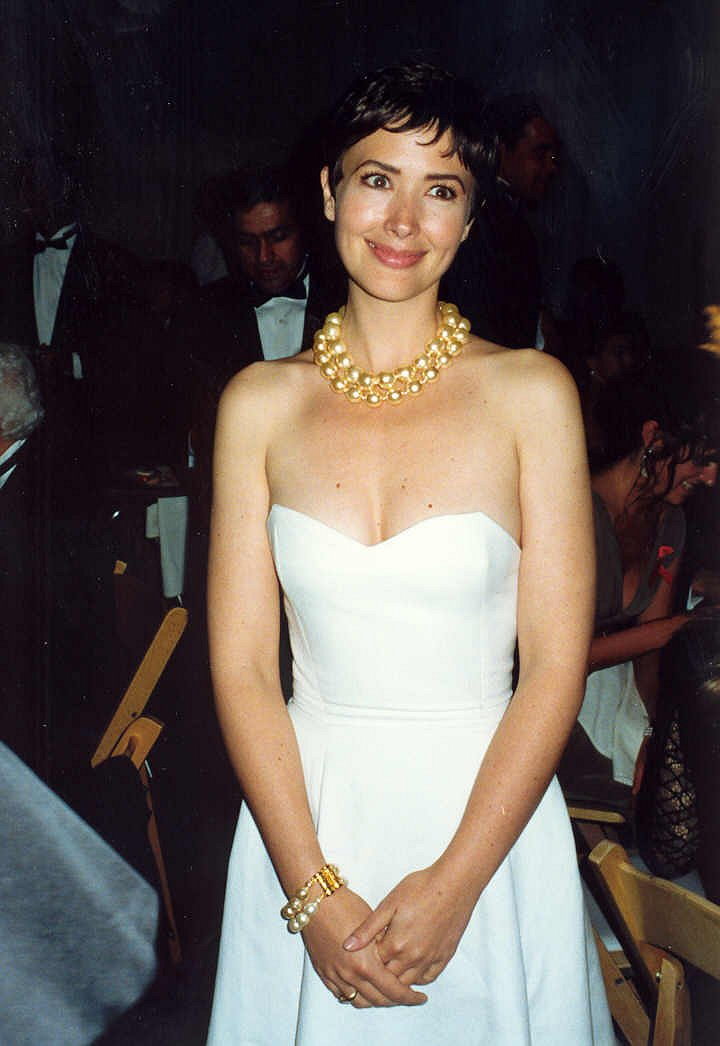
В 1992 году

В 1978 году в возрасте 15 лет, Тёрнер ушла из дома чтобы начать карьеру модели в модельном агентстве Вильгельмины. Тёрнер начала свою актёрскую карьеру в 1980 году, появившись в нескольких эпизодах сериала «Даллас», а параллельно исполняла ведущую роль в недолго просуществовавшей вечерней мыльной опере «За экраном», которая рассказывала об закулисье дневного мыла. По иронии судьбы после закрытия шоу, Тёрнер присоединилась к дневной мыльной опере «Главный госпиталь» в роли крашеной блондинки Лоры Темплтон, где снималась на протяжении года.
После ухода из мыльной оперы, карьера Тёрнер последующие несколько лет складывалась в виде эпизодических ролей в прайм-тайм, и небольшим ролям в кино, в таких фильмах как «Обезьяньи проделки» (1988), «Стальные магнолии» (1989). В 1990 году она получила свою самую успешную роль — Мэгги О’Коннелл в телесериале «Северная сторона», где она наконец то ушла от образа просто красивой блондинки и предстала на экране коротко стриженой брюнеткой. Сериал имел большой успех у критиков, а Тёрнер выдвигалась на премию «Эмми» за лучшую женскую роль в драматическом телесериале и трижды на «Золотой глобус» за лучшую женскую роль в телевизионном сериале — драма.
В 1993 году Джанин Тёрнер снялась в коммерчески успешном фильме «Скалолаз», вместе с Сильвестром Сталлоне, однако её переход на большой экран не имел успеха. В 1995 году её сериал завершился, и с тех пор она сыграла главные роли во множестве телефильмов, в основном, для канала Lifetime. На большом экране она снялась в фильмах «Проделки Бивера» и «Доктор «Т» и его женщины», а в 2000 году вернулась к регулярной работе с ролью в сериале «Сильное лекарство», где снималась на протяжении двух сезонов.
В 2008 году Джанин Тёрнер была приглашенной звездой в эпизоде сериала «Закон и порядок: Специальный корпус», а в 2008—2009 годах у неё была второстепенная роль в отмеченном наградами сериале «Огни ночной пятницы». В последующие годы она запустила собственное политическое радиошоу, а к актёрской профессии вернулась лишь в 2013 году, сыграв роль жены Энтони Хопкинса в фильме «Утешение».

## Личная жизнь
Тернер в настоящее время живёт на своем ранчо в Далласе, штат Техас, со своей дочерью, Джульетт Тернер-Джонс, и разводит рогатый скот.
Она — консервативная республиканка и активно поддерживала кандидатуру Сары Пейлин на выборах 2008 года.
Джанин является основателем организации "Constituting America", цель которой просвещение американцев в вопросах Конституции США.

## Фильмография

### Фильмы
| Год  | Название на русском                  | Название на английском              | Роль                  | Примечания                |
| ---- | ------------------------------------ | ----------------------------------- | --------------------- | ------------------------- |
| 1982 | Молодость, больница, любовь          | Young Doctors in Love               | Актриса мыльной оперы | Камео                     |
| 1986 | Рыцари города                        | Knights of the City                 | Брук                  |                           |
| 1986 | Тайпан                               | Tai-Pan                             | Шиван Тиллман         |                           |
| 1988 | Обезьяньи проделки                   | Monkey Shines                       | Линда Экмэн           |                           |
| 1989 | Стальные магнолии                    | Steel Magnolias                     | Нэнси Бэт Мэммилтон   |                           |
| 1990 | Скорая помощь                        | The Ambulance                       | Шерил                 |                           |
| 1993 | Скалолаз                             | Cliffhanger                         | Джесси Дихэн          |                           |
| 1997 | Руки вверх, или Грабители-неудачники | The Curse of Inferno                | Лора Мейнс            |                           |
| 1997 | Украденная женщина, плененные сердца | Stolen Women, Captured Hearts       | Анна Брюстер          | Телефильм                 |
| 1997 | Проделки Бивера                      | Leave It to Beaver                  | Джун Кливер           |                           |
| 1998 | Круг обмана                          | Circle of Deceit                    | Терри Сильва          | Телефильм, также продюсер |
| 1998 | Красота                              | Beauty                              | Эликс Миллер          | Телефильм                 |
| 1999 | Роковая ошибка                       | Fatal Error                         | Доктор Саманта Картер | Телефильм                 |
| 1999 | Тайное свидание                      | Secret Affair                       | Ванесса Стюарт        | Телефильм                 |
| 2000 | Доктор «Т» и его женщины             | Dr T and the Women                  | Дороти Чамблайсс      |                           |
| 2004 | Никаких извинений                    | No Regrets                          | Шерил                 |                           |
| 2005 | Крутой Уокер: Испытание огнём        | Walker, Texas Ranger: Trial by Fire | Кэй Остин             | Телефильм                 |
| 2006 | Зак и чудо-собаки                    | Miracle Dogs Too                    | Паула Уэллс           | Direct-to-video           |
| 2006 | Ночь в белых брюках                  | The Night of the White Pants        | Барбара Хоган         |                           |
| 2007 | Тревожное чувство                    | Primal Doubt                        | Джин Харпер           |                           |
| 2009 | Путь Мэгги                           | Maggie’s Passage                    | Дженни Сиррон         |                           |
| 2014 | Маршрут 65, Нэшвилл                  | Route 65 Nashville                  | Джеки                 |                           |
| 2015 | Экстрасенсы                          | Solace                              | Элизабет Слэнси       |                           |

### Телевидение
| Год       | Название на русском                 | Название на английском            | Роль              | Примечания |
| --------- | ----------------------------------- | --------------------------------- | ----------------- | --- |
| 1980-1981 | Даллас                              | Dallas                            | Джени-Клер Уиллоу | 3 эпизода |
| 1981-1982 | За экраном                          | Behind the Screen                 | Джени-Клер Уиллоу | Регулярная роль, 13 эпизодов |
| 1982      | Лодка любви                         | The Love Boat                     | Бетси             | 1 эпизод |
| 1983      | Счастливые дни                      | Happy Days                        | Дебби             | 1 эпизод |
| 1982-1983 | Главный госпиталь                   | General Hospital                  | Лора Темплтон     | Дневная мыльная опера Премия «Молодой актёр» за лучшую женскую роль в дневной мыльной опере (1983) |
| 1984      | Майк Хаммер                         | Mike Hammer                       | Кристин           | 1 эпизод |
| 1985      | Команда «А»                         | The A-Team                        | Тереза Джанни     | 1 эпизод |
| 1985      | Рыцарь дорог                        | Knight Rider                      | Карен Форрестер   | 1 эпизод |
| 1986-1987 | Другой мир                          | Another World                     | Патриция Киркланд | Дневная мыльная опера |
| 1989      | Квантовый скачок                    | Quantum Leap                      | Мишель            | 1 эпизод |
| 1990-1995 | Северная сторона                    | Northern Exposure                 | Мэгги О’Коннелл   | Регулярная роль, 110 эпизодов Номинация — Премия «Эмми» за лучшую женскую роль в драматическом телесериале (1993) Номинация — Премия «Золотой глобус» за лучшую женскую роль в телевизионном сериале — драма (1992—1994) Номинация — Премия Гильдии киноактёров США за лучший актёрский состав в комедийном сериале (1995) |
| 2000-2002 | Сильное лекарство                   | Strong Medicine                   | Доктор Дана Стоу  | Регулярная роль, 50 эпизодов |
| 2008      | Закон и порядок: Специальный корпус | Law & Order: Special Victims Unit | Виктория Грэлл    | 1 эпизод |
| 2008-2009 | Огни ночной пятницы                 | Friday Night Lights               | Кэти Маккой       | 12 эпизодов |